# Kinder Maxi King

Logo von Kinder Maxi King

Kinder Maxi King ist ein von Ferrero produzierter mehrschichtig aufgebauter Schokoriegel. Er besteht aus zwei Lagen Milchcreme, flüssigem Milchkaramell, Softwaffel und Milchschokolade sowie gehackten Haselnüssen. Ein Snack wiegt 35 Gramm. Kinder Maxi King ist seit 1998 im Handel. Er wird einzeln sowie als Dreierpackung im Kühlregal angeboten. Gelegentlich ist auch die Variante Kinder Maxi King extra Chocolate erhältlich.
Die Zielgruppe für den Verzehr von Kinder Maxi King sind laut Herstellerangaben Jugendliche und junge Erwachsene.

## Zutaten und Nährwert

### Zutaten
Milchschokolade 28,5 % (Kakaobutter, Zucker, Vollmilchpulver, Kakaomasse, Emulgator Sojalecithin, Vanillin), frische Vollmilch, Zucker, Milchkaramell 11 % (gezuckerte Kondensmilch, Zucker, Haselnüsse, pflanzliches Fett, Aroma), Haselnüsse 10,5 %, Palmöl, Magermilchpulver, Mehle: Weizen, Reis; Butterreinfett, Tapiokastärke, Emulgator: Monoglyceride von Speisefettsäuren, Sojalecithin; Salz, Vanillin, Backtriebmittel: Natriumhydrogencarbonat, Verdickungsmittel Tarakernmehl, Milch und Milcherzeugnisse im Produkt 30 %.
Früher enthielt Maxi King Alkohol als Aromaträger, was nach Auffassung von Verbraucherschützern bei einem Kinderprodukt unangemessen ist. Ferrero stellte die Produktion im Jahr 2000 auf eine alkoholfreie Rezeptur um.

### Nährwert
| Nährwertgehalt je 100 Gramm    | Nährwertgehalt je 35 Gramm (ein Stück) |
| ------------------------------ | -------------------------------------- |
| Brennwert: 2.118 kJ (506 kcal) | Brennwert: 742 kJ (177 kcal)           |
| Eiweiß: 7,2 g                  | Eiweiß: 2,5 g                          |
| Kohlenhydrate: 36,8 g          | Kohlenhydrate: 12,9 g                  |
| Fett: 36,7 g                   | Fett: 12,8 g                           |